# Brycinus minutus
Brycinus minutus е вид лъчеперка от семейство Alestidae. Видът не е застрашен от изчезване.

## Разпространение
Разпространен е в Кения.

## Описание
На дължина достигат до 3,3 cm.